# Semaeopus naltona
Semaeopus naltona là một loài bướm đêm trong họ Geometridae.